# Gering (Nebraska)
Gering település az Amerikai Egyesült Államok Nebraska államában, Scotts Bluff megyében, melynek megyeszékhelye is. Lakosainak száma 8564 fő (2020. április 1.).

## Népesség
A település népességének változása:

| 2010 | 8 500 |
| 2020 | 8 564 |